# Centro social

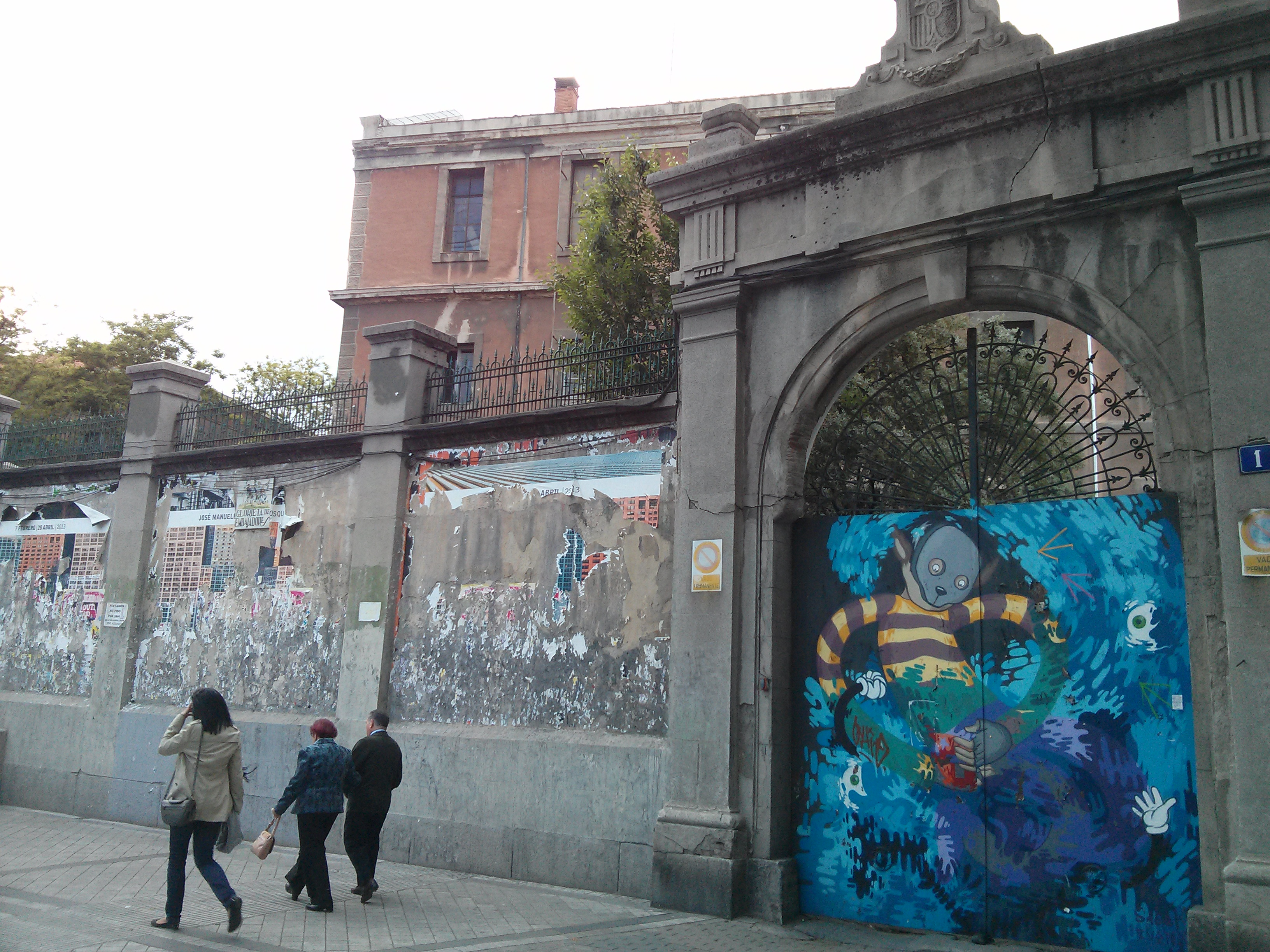
Fotografía del centro social La Tabacalera situado en Madrid en el barrio de Lavapies. Es un centro autogestionado, con el espacio en régimen de préstamo por el Ministerio de Cultura.

 Un centro social es una institución de información social y de entretenimiento con base en la comunidad. Cuando alcanza una estructura más experimentada es un grupo social informal, que pretende ya ser una forma de aprendizaje organizacional para proyectos sencillos e, incluso, por este camino, una adaptación o terapia por la socialización. Puede tener sus orígenes en la 'casa del pueblo' de tipo popular o en el 'casino' de tipo clasista, media y alta. Hay otras instituciones de entretenimiento especializado autogestionado como clubes y otros, según las edades de los usuarios, como centros de la tercera edad o personas mayores (senior center), que tienen los mismos fines con mayor o menor énfasis en el entretenimiento o en la información social de carácter asistencial.
Si el centro social es municipal u oficial, nombran un director, que contrata trabajadores sociales, tantos como le permita el presupuesto, que responderá al estudio previo de viabilidad y marketing, que hicieron los planificadores. Las actividades están ofertadas en un calendario para cada periodo lectivo o curso y no son fijas. Los profesores o monitores o voluntarios son contratados o reclutados para la labor específica o taller o visitas a museos, excursiones, etc., que tienen carácter y expresión de la cultura popular. Los precios de inscripción son cero y para actividades mínimos, casi al coste.

## Otras características
Normalmente incluye como servicios fijos bar, comedor, biblioteca, salón de actos, gimnasio, salón de exposiciones, etc. Los objetivos están pues definidos por sus instalaciones para servir a la política social del centro como servicios a la comunidad y dirigidos por los monitores con un carácter muy participativo, incluso pueden adquirir el carácter de comunidades de práctica informales. Algunas actividades como talleres de informática (uso de ordenadores), aerobic, senderismo, conferencias sobre cine y otras artes suelen tener gran calidad y seguimiento por parte de los vecinos del barrio en las ciudades o del pueblo en las zonas rurales.
No tiene afiliación política ni religiosa, no discrimina, es libre en sus actividades. Debe tener salas de estar de tertulias y charlas con los amigos y como medio de identificación con el grupo, aunque su materialización física varía según el grupo étnico: latinos, anglosajones, etc., que son más o menos comunicativos o lo son de diferente forma. También se debe considerar con qué bagaje cultural y edad llegan las personas al retiro o jubilación. Esto influirá en si acude o no al centro y en el tipo de actividades preferidas.
Estas organizaciones pueden poner en marcha:
- Actividades culturales: conciertos, exposiciones, teatro, cine o vídeo.
- Cursillos y talleres.
- Charlas y jornadas temáticas, generalmente con contenido social (ecologismo, feminismo, análisis político y económico, sindicalismo...).
- Espacios de ensayo para grupos musicales, teatrales, artísticos, etc.
- Espacios para la producción de artesanías.
- Asambleas y espacios para movimientos sociales, las ONG y campañas de reivindicación.
- Organización de medios de contrainformación.
- Puesta en marcha de iniciativas editoriales, ya sean literarias, musicales, vídeos, merchandising, etc.
- Espacios para la venta de material editorial alternativo, ideológico, etc.
- Restaurantes alternativos, a precios reducidos, a menudo buscando poner en práctica métodos ecológicos de alimentación, como pueden ser vegetarianismo, veganismo, agricultura biológica, reciclado de alimentos desperdiciados por la industria alimentaria...
- Actividades de propuestas alternativas en general, básicamente dentro de líneas ecologistas y asamblearias, buscando experimentar con modos de vida y de trabajo que se desmarquen de una dependencia respecto a las estructuras estatales y las líneas de organización del trabajo marcadas por el liberalismo económico.
- Etc.

## Problemas
El centro es aceptado por la comunidad y no cuentan con el director, que es un gestor del presupuesto y en algunos casos su ideario es conservar el puesto. La asistencia al centro depende mucho del tipo de hábitat y puede tener muy poca respuesta de la gente joven y una gran respuesta de las personas mayores, según el grupo étnico, nivel cultural, hábitos y disponibilidad de otras instituciones similares en la comunidad.
En cualquier caso, el barómetro de aceptación con respuesta de compromiso es igual que el recibido por las otras instituciones sociales, las bibliotecas populares o los centros de salud o ambulatorios, iglesias, parques públicos y otros espacios sociales. Lo que hace pensar que el público no ha recibido suficiente información o tiene un nivel cultural y cívico bajo y no se ha enterado bien de los objetivos y necesidades cubiertas para algunas de las funciones especializadas en cada diferente espacio social. También es posible que el desarrollo organizacional no esté bien gestionado por el director. El aprovechamiento de la institución Centro social genérica -para cualquier tipo de público de cualquier edad- es una oferta que hace el municipio de forma gratuita, pero cuesta dinero y es algo que las personas deben captar como de ellos, lo que también le da sentido a las actividades desarrolladas; además es un hecho cultural, algo que se puede aprender y que recibe valores de uso común. Estas premisas son como debe ser planeado y promocionado. 
En las comunidades donde no hay centros para la tercera edad, son el centro social, la biblioteca, la iglesia y hasta el ambulatorio los que 'asumen automáticamente esas prestaciones' a estos usuarios y se transforman en unos receptores de esa población por un fenómeno de isomorfismo. También en este tipo especializado por edad son diferentes las percepciones según el país: a centros creados como estándar, para todos, solamente va gente mayor y en otros ni se ha pensado en un centro común y solamente existe el de mayores. En las ciudades los okupas responden a este mismo mecanismo y crean sus propias instituciones okupando edificios vacíos y creando el centro social okupado, que no tenían, como centro juvenil, de sus actividades de cultura popular.